# Giao hưởng số 36 (Mozart)
Giao hưởng số 36 cung Đô trưởng, K. 425, hay còn gọi là Giao hưởng Linz là bản giao hưởng của nhà soạn nhạc người Áo Wolfgang Amadeus Mozart. Bản giao hưởng này được viết khi Mozart cùng người vợ Constanze Mozart từ Salzburg trở về Viên vào cuối năm 1783. Vào ngày 31 tháng 10 năm đó, hai vợ chồng Mozart có đến thăm nhà của Bã tước Thun theo lời mời của ông này. Ông ta có hỏi có thể viết bản giao hưởng cho buổi hòa nhạc 4 ngày sau đó không. Mozart đã chấp nhận yêu cầu này và hoàn thành bản giao hưởng số 36 của mình. Hiện nay, nguyên bản của tác phẩm không được lưu giữ.

## Thành phần tham gia biểu diễn
Tác phẩm được dành cho:
- 2 oboe
- 2 bassoon
- 2 kèn horn
- 2 trumpet
- Timpani
- Nhạc cụ bộ dây

## Các đặc điểm
Bản giao hưởng số 36 của Mozart gồm 4 chương. Nói chung, cả bốn chương này đều tuân theo truyền thống của nhạc cổ điển châu Âu, mang phong cách chung của âm nhạc thời kỳ Cổ điển và phong cách riêng của tác giả. 

### Chương 1:Adagio-Allegrospiritoso
Chương này được bắt đầu với những tiết tấu chậm. Những nhạc cụ chủ yếu thể hiện chủ đề này là nhạc cụ bộ dây. Phần nhanh bắt đầu sau khoảng 2 phút trình diễn chương chậm. Ở đây có sự phân biệt rõ ràng giữa phần nhanh và phần chậm. Cấu trúc chương đầu tiên của tác phẩm này phổ biến trong nhiều bản giao hưởng không chỉ ở thời Cổ điển mà còn lan sang thời Lãng mạn (bản giao hưởng số 1 của Robert Schumann là ví dụ điển hình). Chương đầu của giao hưởng số 36 của Mozart làm ta liên tưởng đến chương số một bản số 41 của ông, một tác phẩm cũng viết ở cung Đô trưởng. Chương này thể hiện rõ một sự vui tươi, tầm vóc lớn lao. Chương này kết thúc trong sự hoành tráng.

### Chương 2:Andante
Chương 2 của bản giao hưởng số 36 chậm lại, dịu lại, không quá ảm đạm hay đau thương. Chương này có những chỗ khá giống với các bản giao hưởng số 40 và 41. Những nhạc cụ bộ dây tiếp tục cho thấy vai trò trung tâm của mình. Kết thúc của chương này êm đềm.

### Chương 3:Menuetto
Đây là chương đầy chất giai điệu nhảy múa của minuet. Chương này giai điệu vui vẻ, thanh nhã. Cũng giống như chương 2, chương 3 cũng kết thúc trong sự nhẹ nhàng.

### Chương 4:Presto
Chương cuối là chương có tiết tấu nhanh nhất của tác phẩm. Nó mang không khí lễ hội. Chương 4 có một vài giai điệu hơi giống chương 1 và cái kết của nó cũng hoành tráng như chương 1.

## Âm thanh
| Giao hưởng số 36 của Mozart, chương 1 |  |
|                                       |  |
|                                       |  |

| Giao hưởng số 36 của Mozart, chương 2 |  |
|                                       |  |
|                                       |  |

| Giao hưởng số 36 của Mozart, chương 3 |  |
|                                       |  |
|                                       |  |

| Giao hưởng số 36 của Mozart, chương 4 |  |
|                                       |  |
|                                       |  |